# Ludovico di Varthema

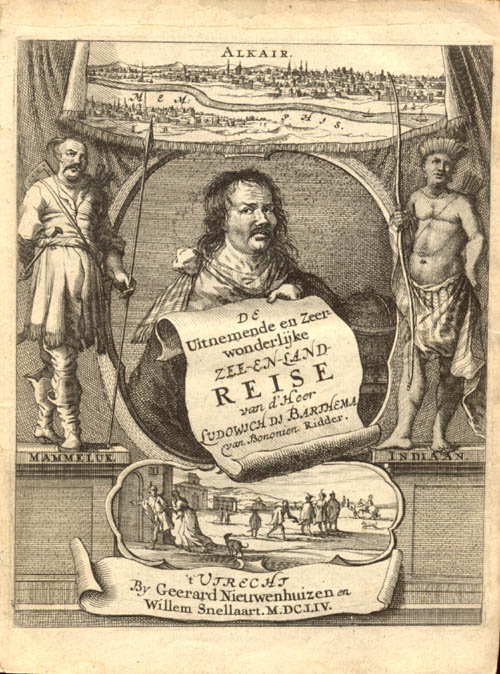
Pagina de titlu a cărții lui Varthema Itinerario, ediția olandeză, 1654.

Ludovico di Varthema, cunoscut și sub numele de Barthema și Vertomannus (n. 1470, Bologna, Sfântul Imperiu Roman – d. 1517, Roma, Statele Papale), a fost un călător, autor de jurnal și aristocrat italian. Renumele său provine din faptul că a fost unul dintre primii europeni ghiauri (nemusulmani) care au intrat în Mecca ca pelerini. Aproape tot ce se știe despre viața lui provine din propria sa relatare a călătoriilor sale, Itinerario de Ludouico de Varthema Bolognese, publicată la Roma în 1510.

## Viața

### Orientul Mijlociu
Varthema s-a născut în Bologna. Înainte de a-și începe călătoriile, se pare că a fost soldat. A pornit să călătorească dintr-o pasiune pentru aventură, noutate și faimă, care (atunci mai ales) urma explorărilor cu succes.
Varthema a părăsit Europa spre sfârșitul anului 1502. La începutul anului 1503, a ajuns în Alexandria și a urcat Nilul până la Cairo . Din Egipt, a navigat la Beirut și de acolo a călătorit la Tripoli, Alep și Damasc, unde a reușit să se înroleze, sub numele de Yunus (Iona), în garnizoana mamelucilor .

### Mecca
De la Damasc, Varthema a făcut călătoria către Mecca și Medina ca escortă asigurată de mameluci unei caravane de pelerini Hajj (aprilie-iunie 1503). El descrie orașele sacre ale islamului și principalele locuri de pelerini și ceremonii cu o acuratețe remarcabilă, aproape toate detaliile sale fiind confirmate de scriitorii de mai târziu. Este posibil ca Varthema să fi fost primul european non-musulman care a vizitat aceste orașe.
Cât timp s-a aflat în Mecca, Varthema a avut o confruntare cu un negustor musulman de peste mări, care l-a acuzat că este creștin.

### Yemen
Cu ajutorul unui comerciant din Mecca, Ludovico de Varthema s-a îmbarcat pe o corabie comercială arabă la Jeddah, un oraș-port situat la 80 km Vest de Mecca, cu destinația India. A călătorit pe Marea Roșie și prin strâmtoarea Bab-el-Mandeb până în Aden. Aici, a fost arestat și întemnițat ca spion creștin. El a fost acuzat că este membru al echipajului unor nave portugheze care prădau transporturile arabe din apropiere (probabil o referire la escadrila lui Vicente Sodré, care jefuia în Golful Aden în această perioadă. )
După propria sa relatare, Varthema și-a câștigat libertatea după închisoare atât la Aden, cât și la Radaa, din cauza unei aventuri amoroase cu una dintre sultanele din Yemen.

### Persia
Probabil folosind banii primiți în dar de la sultană, Varthema a călătorit cu o navă arabă spre India, în martie 1504. Nava trebuia să facă mai întâi o oprire în Golful Persic, dar vânturile contrare au forțat-o în direcția opusă și a fost nevoită să navigheze spre sud, făcând escală la Zeila și Berbera (pe coasta Somaliei).
Din Somalia, nava a traversat Marea Arabiei către portul indian Diu din Gujarat. De la Diu, a navigat în sus prin Golful Cambay⁠(d) până la Gogo⁠(d). Afaceri făcute acolo, nava a navigat înapoi peste Marea Arabiei până în Golful Persic. Nava a ajuns la Julfar, de cealaltă parte a Capului Mussandam⁠(d), la intrarea în golf.

## Ediții românești
- Calea urmată de bolognezul LUDOVICO DE VARTHEMA în Egipt, în pustiul Arab, ca și în Arabia Felix, în Persia, în India și în Ethyopia, traducere de Nicolae Strâmbeanu și Antuza Genescu, Editura Brumar, Timișoara, 2022.